# الحكومة العراقية (1994-2003)
حكومة صدام حسين الثانية بدأت في 29 أيار 1994 وانتهت عند دخول القوات الأمريكية إلى بغداد في 9 نيسان 2003.
كان نظام الحكم في العراق خلال أغلب فترة حكم حزب البعث العربي الاشتراكي هو نظام رئاسي، وكان رئيس الجهورية هو نفسه رئيس الحكومة.
شغل صدام حسين منصب رئيس الجمهورية العراقية خلفا للرئيس أحمد حسن البكر في 16 تموز 1979، وبالتالي شغل منصب رئيس وزراء العراق.
بعد انتهاء حرب الكويت، كلف رئيس الجهورية صدام حسين السيد سعدون حمادي ثم محمد حمزة الزبيدي ثم أحمد حسين خضير بشغل منصب رئيس الوزراء بعدما شغل صدام حسين منصب رئاسة الوزراء منذ توليه منصب رئاسة الجمهورية عام 1979 حتى 1991.
عاد صدام حسين لتولي منصب رئيس الوزراء مرة ثانية في 29 أيار 1994، واستمرت تلك الحكومة حتى احتلال العراق عام 2003.

## قائمة الوزراء للفترة 29 أيار 1994 إلى 17 نيسان 2001
كان قائمة الوزراء في الحكومة التي ترأسها صدام حسين للفترة 29 أيار 1994 إلى 17 نيسان 2001 كما يلي:
| الوزارة                           | الوزير                       | الملاحظات |
| --------------------------------- | ---------------------------- | --- |
| رئيس الوزراء                      | صدام حسين                    | رئيس الجمهورية |
| نائب رئيس الوزراء                 | طارق عزيز                    | مستمر في منصبه |
| نائب رئيس الوزراء                 | طه ياسين رمضان               | نائب رئيس الجمهورية |
| نائب رئيس الوزراء                 | محمد حمزة الزبيدي            | - |
| نائب رئيس الوزراء                 | حكمت العزاوي                 | وزير المالية، وعين بتاريخ 30 تموز 1999 |
| وزير الدفاع                       | علي حسن المجيد               | استمر في منصبه حتى خلفه في المنصب سلطان هاشم أحمد |
| وزير الداخلية                     | وطبان إبراهيم الحسن          | استمر في منصبه حتى خلفه محمد زمام عبد الرزاق |
| وزير الخارجية                     | محمد سعيد الصحاف             | مستمر في منصبه |
| وزير المالية                      | أحمد حسين خضير               | استمر في منصبه بالوكالة وقد كان شاغلا لمنصب رئيس الوزراء، خلفه في المنصب حكمت العزاوي |
| وزير العدل                        | شبيب المالكي                 | استمر في منصبه حتى 25 حزيران 2000، خلفه منذر الشاوي |
| وزير التربية                      | حكمت عبد الله البزاز         | استمر في منصبه، ثم عين عبد الجبار توفيق البياتي في المنصب بتاريخ 6 تشرين الثاني 1995، ثم شغل المنصب فهد سالم الشكرة                                                                                              |
| وزير التعليم العالي والبحث العلمي | همام عبد الخالق عبد الغفور   | استمر في منصبه، ثم عين عبد الجبار توفيق البياتي في المنصب، وشغل وزير التربية فهد سالم الشكرة هذا المنصب فترة بالوكالة، ثم عاد همام عبد الخالق عبد الغفور لهذه الوزارة                                            |
| وزير العمل والشؤون الاجتماعية     | لطيف نصيف جاسم الدليمي       | ثم جاء عبد الحميد عبد العزيز محمد صالح الصائغ من 1996-1998، ثم عين سعدي طعمة عباس في المنصب |
| وزير الصحة                        | أوميد مدحت مبارك             | مستمر في منصبه |
| وزير الثقافة والإعلام             | حامد يوسف حمادي              | استمر في منصبه حتى خلفه في المنصب همام عبد الخالق عبد الغفور. قسمت الوزارة إلى وزارتين في شباط 2001. |
| وزير الثقافة                      | حامد يوسف حمادي              | استحدثت الوزارة في شباط 2001. |
| وزير الإعلام                      | محمد سعيد الصحاف             | استحدثت الوزارة في شباط 2001. |
| وزير النقل والمواصلات             | أحمد مرتضى أحمد              | مستمر في منصبه |
| وزير الزراعة                      | نزار جمعة علي القصير         | شغل نزار القصير منصب وزير الزراعة بالوكالة حتى تعيين خالد عبد المنعم رشيد علي الجنابي بمنصب وزير الزراعة في نيسان 1995 حتى وفاته في 20 تشرين الأول 1995، عين بعدها الوزير عبد الإله حميد في 6 تشرين الثاني 1995. |
| وزير الري                         | نزار جمعة علي القصير         | اسمتر في المنصب حتى 6 تشرين الثاني 1995. خلفه محمود ذياب الأحمد. |
| وزارة الإسكان والتعمير            | محمود ذياب الأحمد            | استمر في منصبه حتى تعيين معن عبد الله سرسم في 6 تشرين الثاني 1995. |
| وزير التخطيط                      | سامال مجيد فرج               | استمر في منصبه حتى ألغيت الوزارة في آب 1994. |
| وزير التجارة                      | محمد مهدي صالح               | مستمر في منصبه |
| وزير الصناعة والمعادن             | حسين كامل                    | انشق في 10 آب 1995، خلفه في المنصب عدنان عبد المجيد العاني |
| وزير النفط                        | صفاء هادي جواد الحبوبي       | استمر في منصبه حتى تعيين عامر محمد رشيد |
| وزير الأوقاف والشؤون الدينية      | عبد المنعم أحمد صالح         | مستمر في منصبه |
| وزير دولة للشؤون العسكرية         | عبد الجبار شنشل              | مستمر في منصبه |
| وزير دولة                         | أرشد محمد أحمد الزيباري      | مستمر في منصبه |
| وزير دولة                         | عبد الوهاب مرزا عمر الأتروشي | مستمر في منصبه |

## قائمة الوزراء للفترة 17 نيسان 2001 إلى 9 نيسان 2003
كان قائمة الوزراء في الحكومة التي ترأسها صدام حسين للفترة 29 أيار 1994 إلى 17 نيسان 2001 كما يلي:
أسماء الوزراء بالخط العريض تدل على الوزراء الذين استمروا حتى الغزو الأمريكي للعراق.
| الوزارة                           | الوزير                       | الملاحظات |
| --------------------------------- | ---------------------------- | --- |
| رئيس الوزراء                      | صدام حسين                    | رئيس الجمهورية                                                                                               |
| نائب رئيس الوزراء                 | طارق عزيز                    | مستمر في منصبه                                                                                               |
| نائب رئيس الوزراء                 | محمد حمزة الزبيدي            | أقيل في 23 حزيران 2001                                                                                       |
| نائب رئيس الوزراء                 | حكمت العزاوي                 | مستمر في منصبه                                                                                               |
| نائب رئيس الوزراء                 | أحمد حسين خضير               | رئيس ديوان الرئاسة، وعين نائبا لرئيس الوزراء في تموز 2001                                                    |
| نائب رئيس الوزراء                 | عبد التواب ملا حويش          | عين في 8 تموز 2001                                                                                           |
| وزير الدفاع                       | سلطان هاشم أحمد              | مستمر في منصبه                                                                                               |
| وزير الداخلية                     | محمد زمام عبد الرزاق         | استمر في منصبه حتى أقيل في حزيران 2001. خلفه محمود ذياب الأحمد في 23 حزيران 2001                             |
| وزير الخارجية                     | طارق عزيز                    | بالوكالة خلفا لمحمد سعيد الصحاف عين محمود ذياب الأحمد في 23 حزيران 2001 خلفه ناجي صبري الحديثي في 11 آب 2001 |
| وزير المالية                      | حكمت العزاوي                 | مستمر في منصبه                                                                                               |
| وزير العدل                        | منذر الشاوي                  | مستمر في منصبه                                                                                               |
| وزير التربية                      | فهد سالم الشكرة              | مستمر في منصبه                                                                                               |
| وزير التعليم العالي والبحث العلمي | همام عبد الخالق عبد الغفور   | مستمر في منصبه                                                                                               |
| وزير العمل والشؤون الاجتماعية     | سعدي طعمة عباس               | أحيل على التقاعد في 29 حزيران 2002، فعين منذر مظفر النقشبندي في المنصب بتاريخ 12 تموز 2002                   |
| وزير الصحة                        | أوميد مدحت مبارك             | مستمر في منصبه                                                                                               |
| وزير الثقافة                      | حامد يوسف حمادي              | مستمر في منصبه                                                                                               |
| وزير الإعلام                      | محمد سعيد الصحاف             | مستمر في منصبه                                                                                               |
| وزير النقل والمواصلات             | أحمد مرتضى أحمد              | مستمر في منصبه                                                                                               |
| وزير الزراعة                      | عبد الإله حميد               | مستمر في منصبه                                                                                               |
| وزير الري                         | محمود ذياب الأحمد            | اسمتر في المنصب حتى 23 حزيران 2001. خلفه رسول عبد الحسين سوادي                                               |
| وزارة الإسكان والتعمير            | معن عبد الله سرسم            | مستمر في منصبه                                                                                               |
| وزير التخطيط                      | حسن عبد المنعم الخطاب        | أعيد تأسيس الوزارة في آب 2002 بعد أن ألغيت الوزارة في آب 1994 وحولت إلى هيئة تابعة لمجلس الوزراء.            |
| وزير التجارة                      | محمد مهدي صالح               | مستمر في منصبه                                                                                               |
| وزير التصنيع العسكري              | عبد التواب ملا حويش          | وكذلك عين نائبا لرئيس الوزراء في 8 تموز 2001                                                                 |
| وزير الصناعة والمعادن             | عدنان عبد المجيد العاني      | استمر في منصبه حتى تعيين ميسر رجا شلاح في آب 2001                                                            |
| وزير النفط                        | عامر محمد رشيد               | استمر في منصبه حتى تعيين سمير عبد العزيز النجم في 7 كانون الثاني 2003                                        |
| وزير الأوقاف والشؤون الدينية      | عبد المنعم أحمد صالح         | مستمر في منصبه                                                                                               |
| وزير دولة للشؤون العسكرية         | عبد الجبار شنشل              | مستمر في منصبه                                                                                               |
| وزير دولة                         | أرشد محمد أحمد الزيباري      | مستمر في منصبه                                                                                               |
| وزير دولة                         | عبد الوهاب مرزا عمر الأتروشي | أحيل على التقاعد في 1 تموز 2002                                                                              |
| وزير دولة                         | سامال مجيد فرج               | أحيل على التقاعد في 1 تموز 2002                                                                              |
| مدير هيئة الكهرباء                | سحبان فيصل محجوب             | بدرجة وزير، عين سنة 2000                                                                                     |
| رئيس هيئة الشباب                  | كريم محمود حسين الملا        | بدرجة وزير                                                                                                   |